# Luis Pérez Pascual
Luis Pérez Pascual, (San Sebastián, Guipúzcoa, 9 de febrero de 1971), exfutbolista español. Fue conocido futbolísticamente como Luis Pérez. Jugó en el puesto de extremo derecho y delantero en la Real Sociedad a lo largo de la década de 1990. Con este equipo disputó un total de 184 partidos en la Primera división española a lo largo de 9 temporadas.

## Biografía
Nació el 9 de febrero de 1971 en San Sebastián, aunque desde pequeño residió en la vecina localidad de Hernani. Comenzó a jugar al fútbol en las categorías inferiores del Club Deportivo Hernani, equipo de fútbol de su localidad, de donde fue fichado por la Real Sociedad y encuadrado en sus categorías inferiores.
En 1989 debutó con la Real Sociedad B, filial de la Real Sociedad, en Segunda División B. permanecería 2 temporadas en el filial, con el que jugó 40 partidos y marcó 11 goles. En su segunda temporada con el filial compaginó actuaciones en Segunda B con puntuales apariciones en el primer equipo.
Su debut en la Primera división española con el primer equipo de la Real Sociedad se produjo cuando Luis Pérez tenía 19 años, el 7 de octubre de 1990 en el Estadio de Atocha ante el Real Madrid, empatando la Real Sociedad a 1. Le hizo debutar Marco Antonio Boronat Ese año jugó 12 partidos en Primera División con la Real.

### Carrera en la Real
Luis Pérez estuvo 9 temporadas en la Primera división española con la Real Sociedad, entre 1990 y 1999; si bien en su primer año (temporada 1990-91) compaginó partidos de 1ª y 2ªB; y en su última temporada (1998-99) no jugó un solo minuto y acabó saliendo del equipo a media campaña. En la Real Sociedad jugó 210 partidos oficiales y marcó 30 goles. De estos partidos 184 fueron de Liga en la Primera división, donde marcó 24 goles.
Luis Pérez estaba dotado de una gran rapidez que le permitía ser útil jugando al contrataque. Su puesto más habitual fue la banda derecha, donde jugaba como extremo.
La temporada 1991-92 fue la primera en la que Luis Pérez quedó encuadrado oficialmente en la primera plantilla de la Real Sociedad. Durante 6 temporadas nunca llegó a ser titular habitual, si bien los 3 técnicos que pasaron por la Real (Toshack, Salva Iriarte y Javier Irureta) le hicieron jugar entre 24 y 30 partidos por temporada, muchos de ellos como suplente. En la temporada 1991-92 contribuyó a clasificar al equipo para la Copa de la UEFA. Las temporadas 1993-94 y 1994-95 fueron habituales sus asistencias a Meho Kodro. Las temporadas 1994-95 y 1995-96 marcó 8 goles por temporada con la Real Sociedad.
Pérez perdió protagonismo en el equipo con la llegada en 1997 del técnico alemán Bernd Krauss. Krauss acabó apartándole del equipo. La temporada 1997-98 jugó 7 partidos en Liga y marcó un gol. La Real Sociedad quedó tercera y se clasificó para la Copa de la UEFA.
Al comenzar la temporada 1998-99, resultó evidente que no se contaba con el jugador y finalmente Pérez abandonó el club a media campaña.

### Etapa en Osasuna
En el mercado de invierno de la temporada 98-99 Luis Pérez fichó por Osasuna. Osasuna jugaba por entonces en la Segunda división española. El fichaje de Luis Pérez costó 85 millones de pesetas (algo menos de medio millón de euros) a Osasuna, más otros 15 millones de variable condicionados al ascenso del club a Primera División. Luis Pérez fichó por lo que restaba de temporada más otros 3 años.
Luis Pérez debutó con los navarros el 13 de enero de 1999 en partido de Copa del Rey e hizo su debut en Liga unos días más tarde, el 17 de enero. Luis Pérez jugó 124 minutos en 5 partidos de Liga en media temporada, sin llegar a marcar ningún gol.
En la temporada 1999-2000, Miguel Ángel Lotina, nuevo técnico, no contó apenas con el guipuzcoano, único jugador de la plantilla en no disputar un solo minuto en Liga, aunque si llegó a jugar minutos en amistosos, partidos de Copa del Rey y a completar convocatorias de algunos partidos de Liga. Osasuna consiguió el ascenso esa temporada. En julio, Luis Pérez y el club, resciendieron su contrato de mutuo acuerdo.

### Otras curiosidades
- Juega actualmente en el equipo de la Real Sociedad de la Liga de fútbol indoor de veteranos.
- Llegó a conseguir 2 tripletas en la Primera división española. El 14 de mayo de 1995 logró marcar 3 goles al CD Logroñés en tan solo cuatro minutos (41', 43' y 44'), siendo una de las tripletas más rápidas de la historia de la Liga española. EL 14 de abril de 1996 marcó otros 3 goles al Valencia en un partido de Liga.
- El fichaje de Luis Pérez por Osasuna tuvo como epílogo un conflicto que enfrentó a Osasuna con la Real Sociedad durante la temporada 2000-01 que llevó a la ruptura de relaciones entre ambos clubes. Los navarros, dado el bajo rendimiento exhibido por Luis Pérez, no quisieron inicialmente pagar los 15 millones de pesetas de variable que habían acordado con la Real en caso de que Osasuna ascendiera. Sin embargo, la situación se recondujo tras un cambio en la presidencia de la Real y finalmente Osasuna acabó pagando su deuda esa misma temporada.[cita requerida]

### Selección nacional
Llegó a ser internacional Sub-19 con la Selección de fútbol de España.
Disputó 1 partido amistoso con la Selección de fútbol del País Vasco.

## Clubes
| Club             | País   | Año       |
| ---------------- | ------ | --------- |
| San Sebastián CF | España | 1989-1991 |
| Real Sociedad    | España | 1991-1999 |
| CA Osasuna       | España | 1999-2000 |

- Datos: Q4889242